# Radikal (journal turc)
Pour les articles homonymes, voir Radikal.
Radikal (en turc : « radical ») est un quotidien national turc fondé le 13 octobre 1996.
Il appartient au groupe Doğan Yayıncılık A.Ş. qui possède également les quotidiens Milliyet (La Nation) et Hürriyet (La Liberté).
Journal de gauche, il se démarque de son concurrent Cumhuriyet par une mise en page moins austère, l’abord de sujets parfois plus frivoles (sports, potins…) et une sensibilité un peu plus libérale. Il se montre un défenseur combatif de la liberté de la presse et un partisan de l’intégration européenne.
Malgré les pressions sur les journalistes en Turquie, Radikal est resté constant dans sa ligne de conduite quant à la gestion des évènements: dénonciation des atteintes aux droits de l'homme, dénonciation des atteintes à la liberté de pensée, dénonciation des atteintes à la liberté de se regrouper et de manifester, dénonciation des atteintes à la liberté de la presse, recherche de la transparence, dénonciation de la corruption et mise à jour de toutes forme de ségrégation par rapport aux minorités religieuses ou ethniques. L'édition porte également un intérêt particulier pour l'art et la culture, la protection de l'environnement et se fait l'écho des revendications syndicales.
Deux ans après la fin de l'édition papier, le site Internet de Radikal est fermé le 30 mars 2016

## Éditorialistes
- Hakkı Devrim
- Perihan Mağden